# Furipteridae
Furipteridae là một họ động vật có vú trong bộ Dơi. Họ này được Gray miêu tả năm 1866. Các loài trong họ này phân bố ở Trung và Nam Mỹ.

## Phân loại
- Chi Amorphochilus Peters, 1877
  - Amorphochilus schnablii Peters, 1877
- Chi Furipterus Bonaparte, 1837
  - Furipterus horrens (Cuvier, 1828)